# Kameanka, Ielaneț
Kameanka (în ucraineană Кам'янка) este un sat în comuna Malojenivka din raionul Ielaneț, regiunea Mîkolaiiv, Ucraina.

## Demografie
Componența lingvistică a localității Kameanka
     Ucraineană (88,66%)
     Rusă (5,04%)
     Română (2,52%)
Conform recensământului din 2001, majoritatea populației localității Kameanka era vorbitoare de ucraineană (88,66%), existând în minoritate și vorbitori de rusă (5,04%), armeană (3,78%) și română (2,52%).